# خلنج أزرق
خلنج أزرق (الاسم العلمي:Erica glauca) هو نوع من النباتات يتبع جنس الخلنج من الفصيلة الخلنجية.